# Resta ancora un po' (Antonino Spadaccino)
Resta ancora un po' è un brano musicale scritto da Emma Marrone ed interpretato dal cantante italiano Antonino Spadaccino, pubblicato dalla casa discografica Non ho l'età come secondo singolo estratto dal suo terzo album in studio, Libera quest'anima.

## Il brano
Il brano è stato presentato per la prima volta durante il serale dell'undicesima edizione del programma Amici, nella categoria Big e in contemporanea disponibile per il download digitale.
La musica del brano è stata composta da Giuseppe Perris, mentre il testo è stato scritto da Emma Marrone.

## Tracce
Testi di Emma Marrone, musiche di Pino Perris.
1. Resta ancora un po' – 3:47 – Titolo originale: Resta ancora[2]